# Есперанта файреро
Списание „Esperanta fajrero“ („Есперантска искра“) е българско списание.
То е орган на Асоциацията на невиждащите есперантисти в България, издавано на изкуствения международен език есперанто от Асоциацията на невиждащите есперантисти в България, Съюзът на слепите в България и Национално читалище на слепите „Луи Брайл“.
За предшедственик на сп. „Esperanta fajrero“ („Есперанта Файреро“) се смята първото есперантско брайлово списание в България „Файреро“, което се издава по инициатива на известния български есперантист Асен Григоров през 1931 година. Списание „Файреро“ се пише на ръка от двамата редактори-ученици Георги Георгиев – Томбулът, и Кирил Манов. Издадени са три броя в по три екземпляра.
По инициатива на пловдивските слепи есперантисти през 1978 г. към Централното управление на Съюз на слепите в България се изгражда комисия за работа със слепите есперантисти с председател Тодор Шошев. Едно от най-големите постижения на тази комисия е стартиране издаването на брайлов шрифт от началото на 1985 г. на сп. „Esperanta fajrero“ („Есперанта файреро“) с редактор Тодор Шошев, който го списва до своята кончина през 1991 г. Списанието и сега се разпространява в повече от 22 държави и читателската му аудитория брои вече около 300 души в голямото си мнозинство чужденци, аудитория изключително голяма за такова списание.
След известно прекъсване от началото на 1994 г. се възстановява издаването на „Esperanta fajrero“ („Есперанта файреро“), което тогава се списва от екип Владимир Желев, Фани Михайлова и Ангел Сотиров до септември 2001 г. През целия този период водещ редактор е Владимир Желев, който изготвя концепцията за всеки брой, а Фани Михайлова е компетентният, отзивчив и неизтощим езиков консултант.
От брой 4/2002 г. отговорен редактор е Данчо Данчев, който внася в него по-художествен и по-лиричен облик. В периода 2001 – 2007 г. списанието има редакционен съвет, който включва: Данчо Данчев, Фани Михайлова, Величка Гушева, Стефка Стойчева, Ангел Сотиров и Владимир Желев. През 2002 г. сп. „Esperanta fajrero“ („Есперанта файреро“) започва да се издава и в говореща версия на аудиокасети. За записването и разпространението на аудиоварианта на списанието особени заслуги имат дикторът Фани Михайлова и Владимир Желев, организиращ звукозаписа и експедицията на готовите вече броеве. От 2008 г. „Esperanta fajrero“ („Есперанта файреро“) се издава и на CD.